# Miroslav Procházka
Miroslav Procházka (5. února 1912 – ?) byl československý fotbalista, útočník.

## Fotbalová kariéra
V československé a české lize hrál za SK Kladno, SK Pardubice a AFK Bohemia Vršovice. Nastoupil ve 169 ligových utkáních a dal 59 gólů. Ve Středoevropském poháru nastoupil v 5 utkáních a dal 2 góly.

## Ligová bilance
| Ročník                    | Zápasy | Góly | Klub                 |
| ------------------------- | ------ | ---- | -------------------- |
| 1. asociační liga 1933/34 | -      | 6    | SK Kladno            |
| Státní liga 1934/35       | -      | 3    | SK Kladno            |
| Státní liga 1935/36       | -      | 11   | SK Kladno            |
| Státní liga 1936/37       | -      | 6    | SK Kladno            |
| Státní liga 1937/38       | -      | 4    | SK Kladno            |
| Státní liga 1938/39       | 19     | 12   | SK Pardubice         |
| Národní liga 1939/40      | -      | 8    | SK Pardubice         |
| Národní liga 1940/41      | -      | 2    | SK Pardubice         |
| Národní liga 1940/41      | 17     | 4    | AFK Bohemia Vršovice |
| Národní liga 1941/42      | 16     | 19   | AFK Bohemia Vršovice |
| Národní liga 1942/43      | 5      | 1    | AFK Bohemia Vršovice |
| CELKEM                    | 169    | 59   |                      |